# Antonio Rubbi
 Antonio Rubbi (Pula, 10. studenog 1955.), hrvatski arhitekt i kipar.

## Biografija
Antonio Rubbi rodio se 10. studenog 1955. u Puli. Nakon gimnazije upisuje studij arhitekture na Arhitektonskom fakultetu u Zagrebu. Diplomirao je 1979. godine u klasi arhitekta Nevena Šegvića.
Od 1980. – 1992. godine radio je kao urbanist u gradskoj upravi Rovinja. U tom razdoblju bavi se zaštitom i revitalizacijom povijesne rovinjske jezgre. Tada je radio i na izradi prostornih planova grada i općine Rovinj (1987.) i rovinjskoga Starog grada (1992.).
1990. godine s arhitektima Slavkom Batelićem, Brankom Orbanićem i Bruno Poropatom osniva „Grupu 90“ koja se zalagala za očuvanje arhitektonskog naslijeđa Istre.
1992. godine pokreće samostalnu projektantsku djelatnost i u Rovinju osniva arhitektonski atelje „Habitat“. Kao arhitekt u svom se radu nadovezuje na tradiciju modernog građenja u Istri. 
Važnija su mu arhitektonska ostvarenja kuća Pajković u Rovinjskom selu (1983.), te u Rovinju: uređenje gimnazije (1989.), obnova objekata na Obali A. Rismondo (1990.), sanacija zgrade u Ul.Cronache 2 (1991.) i obnova knjižnice (1997.).
Sudjelovao je na čitavom nizu natječaja među kojima je najznačajniji natječaj časopisa „Shinkenchiku“ u Tokyju (1998.).
Nesebično se zalažući za promociju i zaštitu istarskog graditeljskog naslijeđa Rubbija će mnogi nazivati i „Dobrim duhom“ istarske arhitekture. 2000. godine priredio je retrospektivnu izložbu moderne i postmoderne arhitekture u Istri. Objavio je tri knjige „Moderna i postmoderna arhitektura u Istri“ (1, 2 i 3.). Autor je i dviju monografija o arhitektima Berislavu Iskri i Eligiju Legoviću. 
Objavio je čitav niz prikaza o arhitekturi, urbanizmu, slikarstvu i kiparstvu u Glasu Istre te u časopisima: Sinteza, Čovjek i prostor, Arhitektura, Nova Istra.
U rudarskom naselju Raša organizirao je i nekoliko simpozija naslovljenih „Moderna i posmoderna arhitektura“ .
Kao kipar Antonio Rubbi izveo je nekoliko zapaženih javnih skulptura u Rovinju: Sjedeći akt (1982.), Djevojčica s narom (1985.), Stablo (1986.), Ljekarnički pehar (1987.) i Galeb (1988.), te spomenik antifašizmu u Rovinjskom selu i Stablo u Vinkuranu (1996).
Samostalno je izlagao u: Puli, Zagrebu,  Rovinju i Kotoru, te na skupnim izložbama u: Rijeci, Splitu, Trstu, Veneciji, Raveni, Kranju, Racibórzu u Poljskoj i drugdje.
Izdavač je i jedan od autora tematskih grafičkih mapa „Istarska intima“ (1999., „Istra, sklad prirodnog ambijenta“ (2000.) i „ 8 rovinjskih umjetnika (2002.).

## Ostvarenja i projekti

### Ostvarenja
- Kuća Pajković, Rovinjsko selo, 1983.
- Uređenje gimnazije, Rovinj, 1989.
- Obala objekata na Obali A. Rismondo, Rovinj, 1990.
- Sanacija kuće u Ul. Cronache 2, Rovinj, 1991.
- Poslovna zgrada Flora u Kanfanaru, 1996.
- Obnova i rekonstrukcija knjižnice, Rovinj, 1998.
- Kuća Čehić, Rovinjsko selo, 2004.

### Projekti
- Projekt kuće u Ludbregu, 1976.
- Projekt stambenog niza, 1978.
- Urbanistički plan grada Rovinja i općine Rovinj, 1987.
- PUP grada Rovinja, 1992.
- Projekt natkrivanja ljetne pozornice zajednice Talijana u Rovinju, 1991.

( koautor Bruno Poropat)

### Natječaji
- Natječaj za rekonstrukciju rovinjskog groblja, 1992. (koautor Bruno Poropat)
- Natječaj za rješenje centra grada Rovinja, II. nagrada, 1995.
- Natječaj za rješenje kazališta i tržnice u Rovinju, 1997.
- Natječaj za poslovni kompleks Staro nogometno igralište u Poreču, 1997.
- Natječaj za gradsko kupalište u Poreču, 1997.
- Natječaj časopisa Shinkenchiku, Tokio, 1998.

### Javne skulpture
- Sjedeći akt, Zabavni centar Monvi, Rovinj, 1982.
- Djevojčica s narom, Hotel Park, Rovinj, 1985.
- Stablo, Crveni otok, 1986.
- Ljekarnički pehar, apoteka, Rovinj, 1987.
- Galeb, TA Globtur, Rovinj, 1988.
- Spomenik antifašizmu, Rovinjsko selo, 1996.
- Stablo, Vinkuran, Pula,1996.

### Publicistika
- Antonio Rubbi- Moderna i postmoderna arhitektura u Istri 1, Habitat, Rovinj, 2000.
- Antonio Rubbi- Moderna i postmoderna arhitektura u Istri 2, Habitat, Rovinj, 2002.
- Antonio Rubbi- Arhitekt Iskra- projekti i realizacije, Habitat, Rovinj, 2002.
- Antonio Rubbi- Moderna i postmoderna arhitektura u Istri 3, Habitat, Rovinj, 2003.
- Antonio Rubbi- Legović- arhitektura, Habitat, Rovinj, 2003.